# Korallerna
Korallerna är en damkör i Lund som grundades 1978 av Eva Svanholm Bohlin. 
Under 2011-2012 leddes kören av Bo Isgar. Från och med hösten 2012 leds kören av Linda Alexandersson. Kören började som en flickkör för ungdommar, men idag är körmedlemmarna i ung vuxen ålder. Många av sångarna har tidigare studerat vid musikgymnasium.  
Kören har en avancerad repertoar, både sakral och profan. På repertoaren finns bland annat musik av tonsättare som Giuseppe Verdi, Trond Kverno, Knut Nystedt och Eric Whitacre. Kören deltar varje december i Lunds domkyrkas traditionsfyllda Luciakoncerter. 
Korallerna har deltagit i internationella körtävlingar på olika håll i världen, bland annat i Wien 2012, och vunnit flera Grand Prix. Till de större framgångarna hör att kören år 2002 vann den riksomfattande tävlingen Toner för miljoner. År 2012 invigde kören kammarmusikfestivalen i Båstad.

## Diskografi
- 2007: Ave Maria, tillsammans med Cantores Cathedrales[6]
- 2015: I Härligheten
- 2015: En stilla Flört[7]
- 2015: Det Gudomliga[8]
- 2016: The Silent Landskape. Beställda stycken till Korallerna, skrivna av Linda Alexanderssons för damkör med harpa. Texterna är dagboksanteckningar från besättningen ombord på HMS Challenger under deras upplevelser när de seglade över de stora haven och mätte havsdjupen en gång för länge sedan...[9]
- 2016: Deux Berceuses De César Cui[10]
- 2020: Det ljusnar
- 2021: A Sea Change